# Balogh
A Balog vagy Balogh régi magyar családnév. Testi tulajdonságra utaló név (balkezes, suta) vagy apanév / nemzetségnév (Balogsemjén nemzetség). 2020-ban a Balogh a 11., a Balog a 39. leggyakoribb családnév volt Magyarországon. Előbbi vezetéknevet 81 916, utóbbit 18 154 személy viselte.

## Híres Balog / Balogh nevű családok
- béri Balogh család dunántúli magyar nemesi család
- gróf galántai Balogh család, középkori felmenőkkel bíró magyar nemesi család
- mankóbüki Balogh család, Sopron vármegyei, büki nemes család
- nemcsici Balogh család
- ócsai Balogh család

## Híres Balog / Balogh nevű személyek

### Képzőművészet
- Balogh Csaba (1968) festő
- Balogh István (1924–2016) grafikus, plakáttervező
- Balogh Rudolf (1879–1944) fotóművész
- Balogh Tibor (1975) grafikus
- Nagy Balogh János (1874–1919) magyar festő, grafikus

### Színház- és filmművészet
- Balog István (1790–1873) színész
- Balog Judit (1953) színész
- Balogh Erika (1958) magyar színésznő, szinkronszínész
- Balogh György (1837–1879) színész, igazgató
- Balogh János (1984) színész
- Balogh Tamás (1944–2019) színész

### Zene
- Balogh József (1956) klarinétművész
- Balogh Máté (1990) zeneszerző
- Balogh gábor ( 1997) rapper

### Politika
- Balogh Ádám (1665 körül –1711) kuruc brigadéros
- Balogh Edgár (1906–1996) szlovákiai, majd romániai magyar publicista
- Balogh István (1894–1976) politikus, országgyűlési képviselő (Balogh páter)
- Balogh Miklós (1625–1689) váci püspök
- Balogh Péter (1792–1870) református püspök
- Balog Zoltán (1958) református lelkész, püspök, politikus, miniszter (2012–2018)

### Sport
- Balog Béla (1965) jégkorongozó
- Balogh Oszkár  (1966) világbajnok kick-boxoló, többszörös Európa-bajnok.
- Balog Ildikó (1977) tornász
- Balog Tibor (1963) válogatott labdarúgó, a Vasas játékosa
- Balog Tibor (1966) válogatott labdarúgó, az MTK labdarúgója
- Balogh Ambrus (1915–1978) olimpiai bronzérmes magyar sportlövő, edző
- Balogh Anikó, Petőváry Attiláné (1940) atléta, gerelyhajító
- Balogh Anikó (1940–2019) kajakozó
- Balogh Beatrix (1974) válogatott kézilabdázó
- Balogh Csaba (1987) sakkozó, nagymester
- Balogh István (1912–1992) világbajnoki ezüstérmes labdarúgó
- Balogh János (1892–1980) sakkozó, ügyvéd
- Balogh Judit (1968) válogatott kosárlabdázó
- Balogh Márta, Markovits Kálmánné (1943–2019) kézilabdázó, edző
- Balogh Pálma, Homoki Ivánné (1960) világbajnok sportlövő, edző
- Balogh Sándor (1920–2000) válogatott labdarúgó
- Balogh Zsolt (1989) válogatott kézilabdázó

### Tudomány
- Balogh Elemér (1958) magyar jogász, jogtörténész, az Alkotmánybíróság tagja
- Balogh Ernő (1882–1969) geológus, tanár, Erdély karsztjainak és barlangjainak kutatója
- Balogh János (1913–2002) biológus, egyetemi tanár, a Magyar Tudományos Akadémia rendes tagja
- Balogh Pál (1794–1867) magyar orvos, nyelvész, barlangkutató